# Eleutherodactylus abbotti
Eleutherodactylus abbotti är en groddjursart som beskrevs av Cochran 1923. Eleutherodactylus abbotti ingår i släktet Eleutherodactylus och familjen Eleutherodactylidae. IUCN kategoriserar arten globalt som livskraftig. Inga underarter finns listade i Catalogue of Life.